# Zapora drutowa

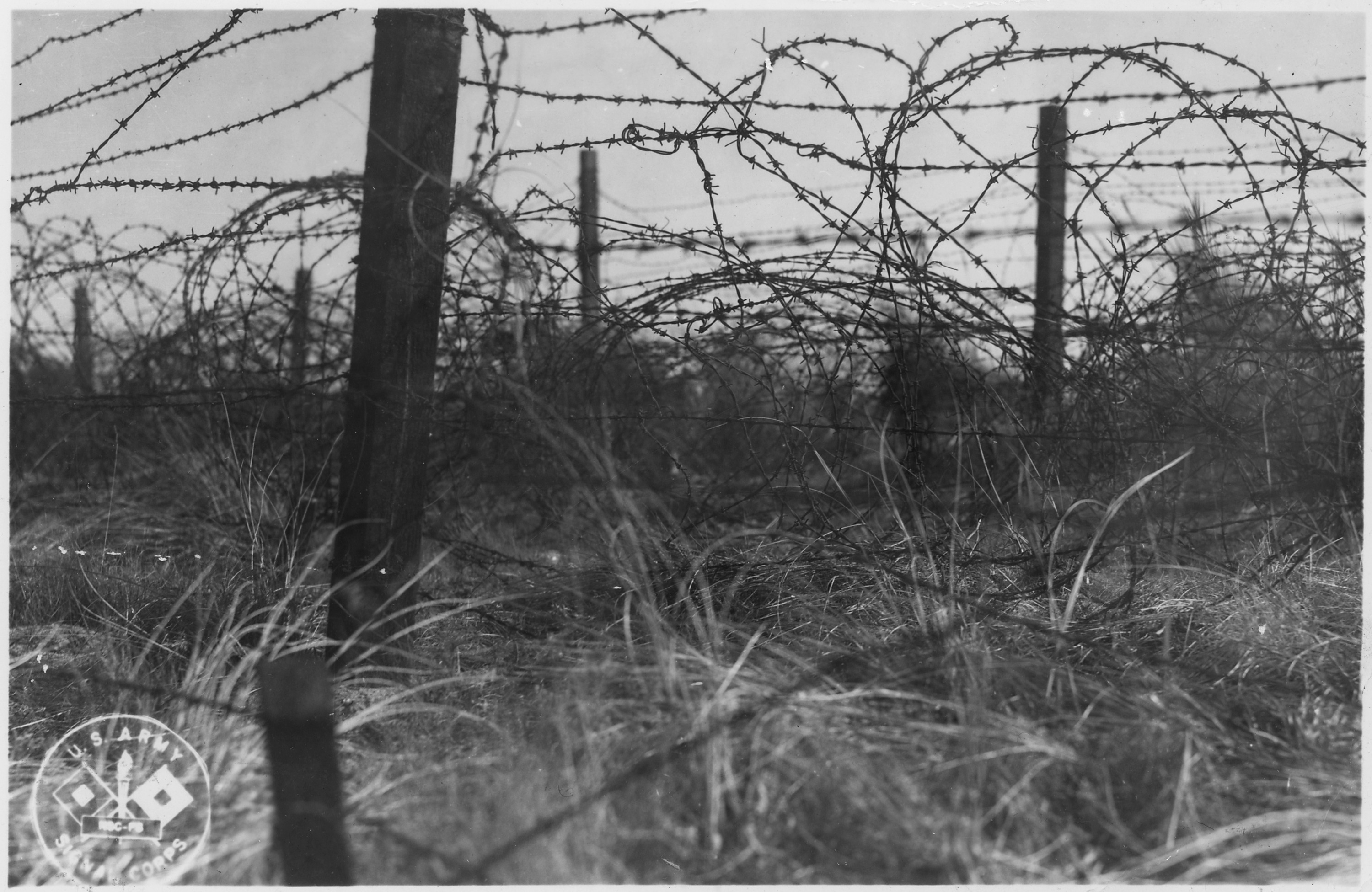
Zapora drutowa

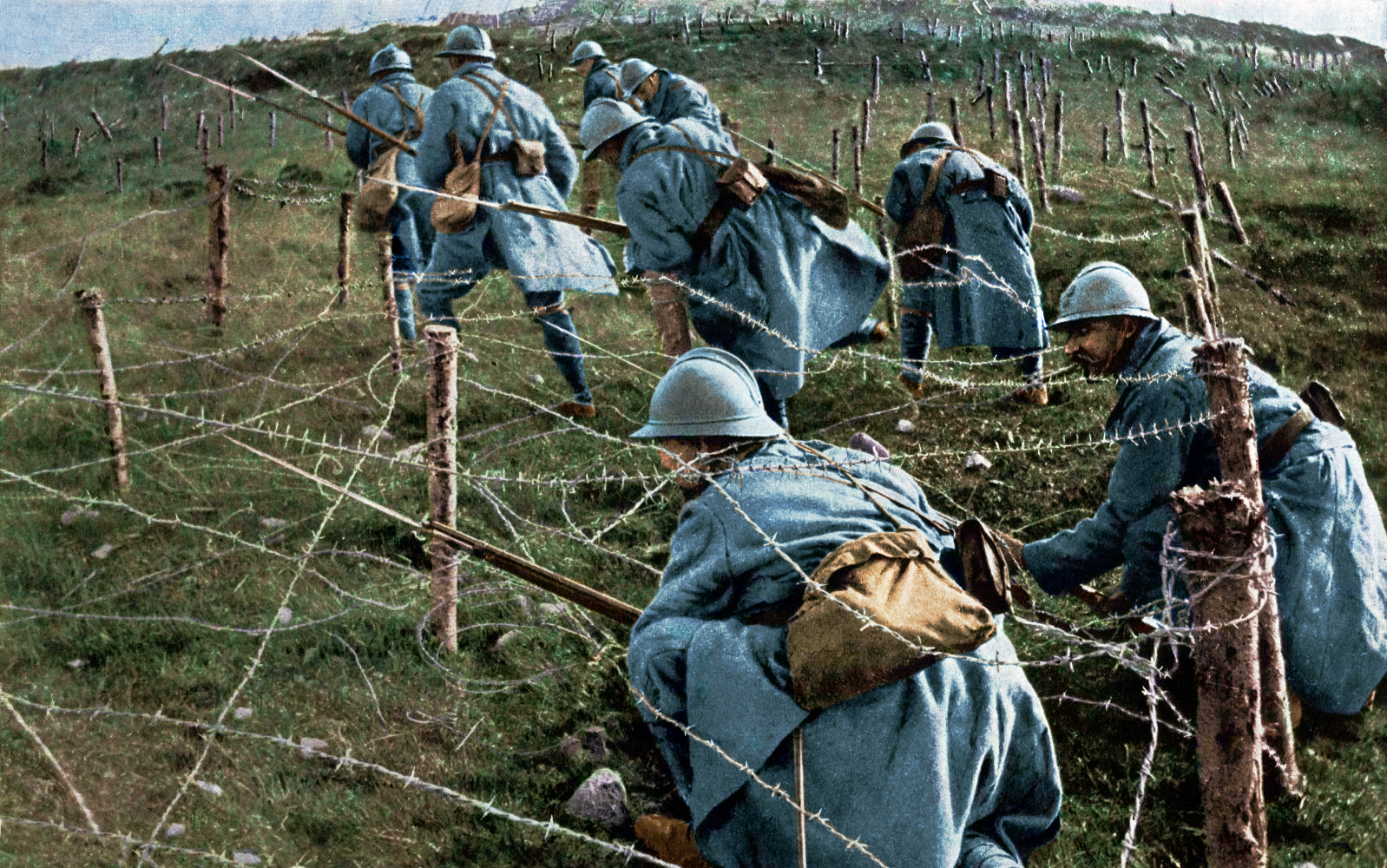
Żołnierze francuscy pokonujący zaporę drutową w czasie I wojny światowej

Zapora drutowa (pot. zasieki) – zapora  fortyfikacyjna przeciw piechocie występująca w postaci zapór z drutu kolczastego i zapór mało widocznych.

## Podział zapór drutowych
Zapory drutowe:
- stałe zapory drutowe
  - sieci kolczaste
  - płoty kolczaste
- przenośne zapory drutowe
  - kozły kolczaste
  - wały kolczaste
  - jeże
  - pakiety zapór małowidocznych
  - improwizowane (potykacze)[3]